# Peso da Régua (freguesia)
Peso da Régua is een plaats (freguesia) in de Portugese gemeente Peso da Régua en telt 5080 inwoners (2001).

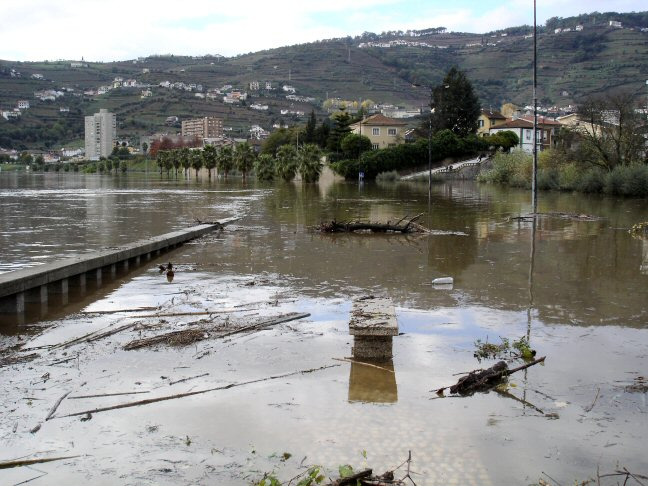
Nov. 2006